# Robertfesten 2013
Robertfesten 2013 fandt sted den 28. februar i Tivoli Hotel og Congress Center. Det var den 29. udgave af Robertfesten. Begivenheden blev transmitteret af TV2. Vært ved Robertfesten 2013 var komikeren Rasmus Bjerg.
Der blev uddelt priser i 35 kategorier. Der 16 film nomineret, blandt andet Den skaldede frisør, Marie Krøyer og Kapringen. Nikolaj Arcels film En kongelig affære har fået 15 nomineringer.

## Nominerede og vindere
Nedenfor ses de nominerede i hver kategori. Vinderne ses med fed. 
| Årets danske spillefilm | Årets børne- og ungdomsfilm |
| --- | --- |
| - Kapringen af Tobias Lindholm - 10 timer til Paradis af Mads Matthiesen - Den skaldede frisør af Susanne Bier - En kongelig affære af Nikolaj Arcel - Undskyld jeg forstyrrer af Henrik Ruben Genz                                                                                             | - You & me forever af Kaspar Munk - Fuglejagten af Christian Dyekjær - Gummi T af Michael Hegner - Marco Macaco af Jan Rahbek - Max Pinlig 3 på Roskilde af Lotte Svendsen |
| Årets mandlige hovedrolle | Årets kvindelige hovedrolle (stemmelighed) |
| - Søren Malling for Kapringen - Jens Jørn Spottag for Hvidsten Gruppen - Lars Mikkelsen for Viceværten - Mads Mikkelsen for En kongelig affære - Søren Sætter-Lassen for Marie Krøyer | - Bodil Jørgensen for Hvidsten Gruppen - Trine Dyrholm for Den skaldede frisør - Alicia Vikander for En kongelig affære - Birgitte Hjort Sørensen for Marie Krøyer - Sara Hjort for Undskyld jeg forstyrrer                                                                           |
| Årets mandlige birolle | Årets kvindelige birolle |
| - Mikkel Boe Følsgaard for En kongelig affære - Bjarne Henriksen for Hvidsten Gruppen - Lars Bom for Max Pinlig 3 på Roskilde - Nicolaj Kopernikus for Viceværten - Pilou Asbæk for Kapringen                                                                                                   | - Trine Dyrholm for En kongelig affære - Emilie Kruse for You & me forever - Lotte Andersen for Undskyld jeg forstyrrer - Molly Blixt Egelind for Den skaldede frisør - Stine Stengade for Undskyld jeg forstyrrer                                                                    |
| Årets instruktør | Årets manuskript |
| - Nikolaj Arcel for En kongelig affære - Kaspar Munk for You & me forever - Lotte Svendsen for Max Pinlig 3 på Roskilde - Susanne Bier for Den skaldede frisør - Tobias Lindholm for Kapringen                                                                                                  | - Tobias Lindholm for Kapringen - Anders Thomas Jensen for Den skaldede frisør - Lotte Svendsen, Mette Horn & David Sandreuter for Max Pinlig 3 på Roskilde - Marie Østerbye & Christian Torpe for Sover Dolly på ryggen? - Nikolaj Arcel & Rasmus Heisterberg for En kongelig affære |
| Årets fotograf | Årets scenograf |
| - Rasmus Videbæk for En kongelig affære - Dirk Brüel for Marie Krøyer - Magnus Nordenhof Jønck for Kapringen - Sebastian Blenkov for Undskyld jeg forstyrrer - Søren Bay for You & me forever                                                                                                   | - Niels Sejer for En kongelig affære - Jette Lehmann for Marie Krøyer - Mette Rio for Undskyld jeg forstyrrer - Peter Grant for Den skaldede frisør - Thomas Greve for Kapringen |
| Årets kostumier | Årets sminkør |
| - Manon Rasmussen for En kongelig affære - Louise Hauberg for Kapringen - Manon Rasmussen for Marie Krøyer - Mette Lynggaard for You & me forever - Susie Bjørnvad for Undskyld jeg forstyrrer                                                                                                  | - Ivo Strangmüller & Dennis Knudsen for En kongelig affære - Birgitte Lassen for Max Pinlig 3 på Roskilde - Dennis Knudsen & Tina Helmark for Marie Krøyer - Louise Hauberg for Kapringen - Soile Ludjoi for Undskyld jeg forstyrrer                                                  |
| Årets special effects | Årets lyd/sounddesigner |
| - Jeppe Nygaard Christensen for En kongelig affære - Bo Scheurer for Over kanten - Martin Madsen for Hvidsten Gruppen - Søren Hjort, Sospeter Ng'ang'a & Mads Hagberth Lund for Max Pinlig 3 på Roskilde - Tonni Zinck, Anders Hald, Daniel Silwerfeldt & Jonas Severin for Marco Macaco        | - Morten Green for Kapringen - Hans Kock & Claus Lynge for En kongelig affære - Mathias La Cour & Rune Klaussen for Max Pinlig 3 på Roskilde - Peter Albrechtsen for You & me forever - Roar Skau Olsen for Undskyld jeg forstyrrer                                                   |
| Årets klipper | Årets score |
| - Adam Nielsen for Kapringen - Kasper Leick for Undskyld jeg forstyrrer - Marlene Billie Andreasen & Nanna Frank Møller for You & me forever - Mikkel E.G. Nielsen & Kasper Leick for En kongelig affære - Pernille Bech Christensen & Morten Egholm for Den skaldede frisør                    | - Gabriel Yared & Cyrille Aufort for En kongelig affære - Hildur Gudnadottir for Kapringen - Peter Peter for Over kanten - Sara Savery for You & me forever - Søren Schou for Max Pinlig 3 på Roskilde                                                                                |
| Årets sang | Årets mandlige hovedrolle – tv-serie |
| - Gummi T ("Sangen om Gummi T – Hvem ved hvad der er op og ned" skrevet af Annika Aakjær, Halfdan E & Søren Siegumfeldt) - Max Pinlig 3 på Roskilde ("Videre" skrevet af Lotte Svendsen & Søren Schou) - Talenttyven ("Jo-Ann" skrevet af The Heartbreak Hotels, Søren Rasted & Nicolaj Rasted) | - Nikolaj Lie Kaas for Forbrydelsen III - Carsten Bjørnlund for Rita - Hannibal Harboe Rasmussen for Pendlerkids - Lars Brygmann for Lykke, 2. sæson - Ole Boisen for A-klassen |
| Årets kvindelige hovedrolle – tv-serie | Årets mandlige birolle – tv-serie |
| - Sofie Gråbøl for Forbrydelsen III - Amanda Rostgaard Phillipsen for Limbo - Ditte Hansen for I hegnet - Mille Dinesen for Rita - Mille Hoffmeyer Lehfeldt for Lykke, 2. sæson | - Olaf Johannessen for Forbrydelsen III - Martin Buch for Limbo - Nikolaj Groth for Rita - Peter Gantzler for A-klassen - Rasmus Botoft for Lykke, 2. sæson |
| Årets kvindelige birolle – tv-serie | Årets danske tv-serie |
| - Birthe Neumann for Julestjerner - Lisbeth Wulff for I hegnet - Paprika Steen for Lykke, 2. sæson - Sara Hjort for Rita - Trine Pallesen for Forbrydelsen III | - Forbrydelsen III af Mikkel Serup - A-klassen af Parminder Singh & Morten Boesdal Halvorsen - Limbo af Poul Berg - Lykke, 2. sæson af Kasper Gaardsøe & Jesper W. Nielsen - Rita af Lars Kaalund                                                                                     |
| Årets korte fiktion/animation | Årets lange fiktion/animation |
| - Dyret af Malene Choi - Daimi af Marie Grahtø Sørensen - Happy new years af Emil Falke | - Sort kaffe & Vinyl af Jesper Bernt - Turbo af Andreas Thaulow - Waiting for Phil af Jeanette Nordahl |
| Årets dokumentarfilm (kort) | Årets dokumentarfilm |
| - Kongens Foged af Phie Ambo - Et blad falder til Himlen af Anders Birch & Didde Elnif - Ghettodrengen af Kasper Bisgaard | - 'The Act of Killing' af Joshua Oppenheimer - Identitetstyveriet af Max Kestner - Mercy Mercy - Adoptionens pris af Katrine W. Kjær |
| Årets amerikanske film | Årets ikke-amerikanske film |
| - Operation Argo af Ben Affleck - Hugo af Martin Scorsese - Martha Marcy May Marlene af Sean Durkin - Moonrise Kingdom af Wes Anderson - The Dark Knight Rises af Christopher Nolan | - Amour af Michael Haneke - Drengen med cyklen af Jean-Pierre Dardenne & Luc Dardenne - Holy Motors af Leos Carax - Shame af Steve McQueen - The Artist af Michel Hazanavicius |
| Årets udenlandske tv-serie | |
| - Homelnad sæson 2 - Downton Abbey sæson 3 - Girls sæson 1 - Louie sæson 3 - Sherlock sæson 2 | |

### Andre priser
- Æresrobert 2013: Ghita Nørby
- YouBio Publikumsprisen Drama: Hvidsten Gruppen
- YouBio Publikumsprisen Komedie: Den skaldede frisør
- YouBio Publikumsprisen Børne og Ungdomsfilm: Max Pinlig 3 på Roskilde
- YouBio Publikumsprisen Tv-serie: Forbrydelsen III
- Ib Prisen: Ronnie Fridthjof